# مئة في المئة ذئب
مئة في المئة ذئب هو فيلم كوميدي خيالي ومغامرات رسوم متحركة أسترالي لعام 2020 من إخراج أليكس ستادرمان وإنتاج اليكسيا جيتس فول و باربرا ستيفن.

## وصلات خارجية
- مئة في المئة ذئب على موقع IMDb (الإنجليزية)
- مئة في المئة ذئب على موقع ميتاكريتيك (الإنجليزية)
- مئة في المئة ذئب على موقع روتن توميتوز (الإنجليزية)
- مئة في المئة ذئب على موقع نتفليكس (الإنجليزية)
- مئة في المئة ذئب على موقع ألو سيني (الفرنسية)
- مئة في المئة ذئب على موقع أول موفي (الإنجليزية)
- مئة في المئة ذئب على موقع فيلمافينيتي (الإسبانية)
- مئة في المئة ذئب على موقع قاعدة بيانات الأفلام السويدية (السويدية)
- مئة في المئة ذئب على موقع قاعدة بيانات الفيلم (الإنجليزية)
- مئة في المئة ذئب على موقع ليتربوكسد (الإنجليزية)